# Андреевское (Запорожская область)
Андреевское (укр. Андріївське) — село,
Тарасовский сельский совет,
Пологовский район,
Запорожская область,
Украина.
Код КОАТУУ — 2324286802. Население по переписи 2001 года составляло 93 человека.

## Географическое положение
Село Андреевское находится у истоков реки Вербовая,
ниже по течению на расстоянии в 3 км расположено село Романовское.
Река в этом месте пересыхает, на ней сделано несколько запруд.

## История
- 1924 год — дата основания.